# Gibina (Razkrižje)
Gibina je jednou ze 6 vesnic, které tvoří občinu Razkrižje v Pomurském regionu, ve Slovinsku. V roce 2002 zde žilo 232 obyvatel.

## Poloha, popis
Vesnice se rozkládá na východním okraji občiny. Celková rozloha je 1,5 km² [zdroj?]. Při jejím severním okraji protéká řeka Mura. Na jihu hraničí s Chorvatskem. Leží v nadmořské výšce zhruba od 155 m na severu až po 220 m na jihu.
V centru obce stojí kaple se zvonicí, která byla postavena v roce 1924. Později byla obnovována v roce 1994 a v roce 2013.